# Roccia sialica
Le rocce sialiche sono rocce contenenti, in maggioranza, silicio o alluminio.

## Descrizione e dati specifici
Le rocce sialiche sono rocce ignee che si formano da magmi acidi.
Hanno una composizione in silice (SiO2) > 70%.
Hanno, generalmente, una temperatura di fusione di circa 700 °C.
La loro densità, essendo composte principalmente di alluminio o silicio, è bassa: circa 2,7 g/cm3.
Hanno un rapporto Si:O basso: ~1:2.
Rocce sialiche più comuni
- granito (intrusiva)
- riolite (effusiva)
- granodiorite (intrusiva)
- tonalite (intrusiva)
- dacite (effusiva)

Siccome si formano a temperatura relativamente basse, sono le prime rocce a formarsi dal magma in raffreddamento e quindi contengono un buon numero di diverse specie mineralogiche:
- quarzo
- miche
- plagioclasio
- k-feldspato